# Rosaspata (distrito)
Rosaspata é um distrito do departamento de Puno, localizada na província de Huancané, Peru.

## Transporte
O distrito de Rosaspata é servido pela seguinte rodovia:
- PU-110, que liga a cidade de Vilque Chico ao distrito de Moho [1][2][3]